# 基諾扎萊克 (紐約州)
基諾扎萊克（英語：Kenoza Lake）是位於美國紐約州沙利文縣的非建制地區。

## 歷史
基諾扎萊克的郵局自1890年營運至今。

## 地理
基諾扎萊克所處的海拔為高於海平面323米（即1060英呎），而該地所採用的時區為UTC-5，即北美东部时区（EST）。同時該地設有夏令時間，為UTC-5調快一小時，即UTC-4（EDT）。